# باهمان غوبادي
باهمان غوبادي (بالفارسية: بهمن قبادی) (و. 1969  م) هو مخرج أفلام، وممثل، وكاتب سيناريو، وممثل أفلام، ومصور، من إيران، ولد في بانه.

## التعليم
تعلم في Iran Broadcasting University ‏.

## جوائز
حصل على جوائز منها:
- جائزة الفهرست ‏ (2005).

## وصلات خارجية
- باهمان غوبادي على موقع IMDb (الإنجليزية)
- باهمان غوبادي على موقع قاعدة بيانات الأفلام العربية
- باهمان غوبادي على موقع ألو سيني (الفرنسية)
- باهمان غوبادي على موقع ميوزك برينز (الإنجليزية)
- باهمان غوبادي على موقع أول موفي (الإنجليزية)
- باهمان غوبادي على موقع قاعدة بيانات الأفلام السويدية (السويدية)
- باهمان غوبادي على موقع قاعدة بيانات الفيلم (الإنجليزية)
- باهمان غوبادي على موقع كينوبويسك (الروسية)